# Thomas Osmond Summers
Thomas Osmond (ou Osgood) Summers (11 octobre 1812 - 6 mai 1882) est un théologien méthodiste américain d'origine anglaise, membre du clergé, hymniste (en), éditeur, liturgiste et professeur d'université. Il est considéré comme l'un des théologiens méthodistes les plus éminents du XIXe siècle.

## Biographie

### Jeunesse
Thomas Osmond Summers est né le 11 octobre 1812 à Swanage, Dorset, Angleterre. Summers devient orphelin à six ans et est pris en charge par sa grand-mère calviniste. Sa seule sœur est également décédée à cette époque. À l'âge de sept ans, avec son frère, il déménage chez une grand-tante nommée Sarah Havilland, qui a une influence durable sur lui. Elle enseigne à Summers la doctrine et les pratiques de l'Église congrégationaliste, jusqu'à sa mort en 1828. À la suite de sa mort, il est placé sous la tutelle de trois diacres de l'Église indépendante qui lui enseignent le catéchisme, choisissent des passages de la Bible à mémoriser, et constatent qu'il va à l'église cinq fois chaque dimanche, et aux rencontres de milieu de semaine. En 1830, il émigre aux États-Unis. En 1832, il rejoint l'église épiscopale méthodiste d'Ebenezer à Washington, DC. En 1833, il a une expérience de conversion. En 1834, il est autorisé à prêcher et admis comme membre à la Conférence de Baltimore.

### Carrière
En 1835, Summers est nommé au circuit d'Augusta dans la Virginie rurale. Il acquiert une réputation sur le circuit en tant qu'expert en hymnodie. En 1837, il est ordonné diacre en 1837 et est nommé à l'église de la gare de Baltimore City. En 1839, il est ordonné ancien et nommé au West River Circuit au Texas. En 1840, il établit une communauté méthodiste sur l'Île de Galveston au Texas. En 1844, il passe à la Conférence d'Alabama et se marie avec Mlle N.B. Sexton. Il sert également comme membre du clergé méthodiste dans le Mississippi.
En 1845, il est élu secrétaire de l'Église épiscopale méthodiste. Il est choisi pour présider le comité chargé de créer un nouvel hymne pour l'Église épiscopale méthodiste du Sud. Il est choisi comme rédacteur en chef adjoint du Southern Christian Advocate, Charleston, Caroline du Sud.
En 1850, il s'installe à Nashville, Tennessee et travaille comme éditeur de livres pour l'Église épiscopale méthodiste du Sud,. À partir de 1851 à 1856, il exerce les fonctions du rédacteur du Visiteur d'École de dimanche. En 1855, il déménage à Nashville, devenant rédacteur en chef du Southern Christian Advocate et supervisant également toutes les publications de l'Église épiscopale méthodiste pour l'école du dimanche. À partir de 1858 à 1861, il exerce les fonctions du rédacteur de la Révision Trimestrielle de l'Église Méthodiste, Sud. De 1868 à 1878, il est le rédacteur en chef du Christian Advocate de Nashville.
Summers publie plus de 500 livres allant de l'histoire de l'église à la médecine. Cependant, leur nombre réel est difficile à déterminer car il n'a souvent pas indiqué sa propre paternité.
En 1875, Summers est professeur de théologie systématique à l'Université Vanderbilt, une université nouvellement créée à Nashville. Celle-ci est créée en tant qu'institution méthodiste par Holland Nimmons McTyeire (1824-1889), évêque de l'Église épiscopale méthodiste du Sud,. D'ici à 1878, il devient le Doyen du Département Biblique à l'université de Vanderbilt, plus tard connu comme l'École de théologie de l'université de Vanderbilt,. Il devient connu comme « l'un des principaux théologiens méthodistes du dix-neuvième siècle ».

### Théologie et opinions
En 1856, quelques années avant la guerre civile américaine de 1861-1865, et avec William Andrew Smith (1802-1870), président de son alma mater Randolph-Macon College, il publie un essai sur l'esclavage domestique aux États-Unis. Plus tard, dans The Ladies' Repository, il justifie la punition des pécheurs comme de la fermeté affectueuse. Tout au long de la guerre civile, Summers continue à publier des documents pour les soldats confédérés, se lamentant une fois que sa mauvaise vue l'avait empêché de servir dans l'armée confédérée.
Summers est un théologien systématique dans la tradition wesleyenne. Ses opinions sur la sotériologie sont représentatives de l'arminianisme classique.

### Mort
Summers est mort après s'être effondré lors d'une réunion de la Conférence générale le 6 mai 1882 à Nashville, Tennessee. Il est enterré dans la tombe de l'évêque (également connue sous le nom de monument de l'évêque) sur le campus de Vanderbilt aux côtés de l'évêque Joshua Soule (en), de l'évêque William McKendree (en), de l'évêque Holland Nimmons McTyeire (en), de sa femme Amelia et du chancelier Landon Garland (en).

## Œuvres
- (en) Thomas O. Summers, Christian patriotism, Charleston, SC, Printed by C. Canning, 1850
- (en) Thomas O. Summers, Holiness a treatise on sanctification, as set forth in the New Testament, Richmond, Louisville, J. Early, for the Methodist Episcopal church, South, 1851
- (en) Thomas O. Summers, Baptism : a treatise on the nature, perpetuity, subjects, administrator, mode, and use of the initiating ordinance of the Christian Church [...], Nashville, TN, Southern Methodist Publishing House, 1891 (1re éd. 1852) (lire en ligne)
- (en) Thomas O. Summers, The preachers' text-book, Nashville, TN, Southern Methodist Publishing House, 1858
- (en) Thomas O. Summers, The golden censer : an essay on prayer, with a selection of forms of prayer, designed to aid in the devotions of the sanctuary, family, and closet, Nashville, TN, Southern Methodist Publishing House, 1859 (lire en ligne)
- (en) Thomas O. Summers, The Gospel message, Richmond, Macfarlane & Fergusson, 1864 (lire en ligne)
- (en) Thomas O. Summers, Commentary on the gospels, vol. 1, St. Matthew, Nashville, TN, Southern Methodist Publishing House, 1869 (lire en ligne)
- (en) Thomas O. Summers, Commentary on the gospels, vol. 2, St. Mark, Nashville, TN, Southern Methodist Publishing House, 1872 (lire en ligne)
- (en) Thomas O. Summers, Commentary on the gospels, vol. 3, St. Luke, Nashville, TN, Southern Methodist Publishing House, 1872 (lire en ligne)
- (en) Thomas O. Summers, Commentary on the gospels, vol. 4, St. John, Nashville, TN, Southern Methodist Publishing House, 1872 (lire en ligne)
- (en) Thomas O. Summers, The way of salvation, Nashville, TN, Southern Methodist Publishing House, 1872 (lire en ligne)
- (en) Thomas O. Summers, Commentary on the Acts of the Apostles, Nashville, TN, Southern Methodist Publishing House, 1874 (lire en ligne)
- (en) Thomas O. Summers, The Epistle of Paul, the Apostle to the Romans, Nashville, TN, Southern Methodist Publishing House, 1881 (lire en ligne)
- (en) Thomas O. Summers, Systematic Theology: A Complete Body of Wesleyan Arminian Divinity, vol. 1, Nashville, TN, Southern Methodist Publishing House, 1888 (lire en ligne)
- (en) Thomas O. Summers, Systematic Theology: A Complete Body of Wesleyan Arminian Divinity, vol. 2, Nashville, TN, Southern Methodist Publishing House, 1888 (lire en ligne)